# Sa'ud bin Abd al-Aziz Al Rashid
Saʿūd I bin ʿAbd al-ʿAzīz Al Rashid (in arabo سعود بن عبد العزيز بن متعب الرشيد‎?; Ha'il, 1898 – marzo 1920) è stato un emiro saudita, della dinastia Al Rashid, che regnò nella provincia di Ha'il dal 1908 al 1920.

## Biografia
Sa'ud bin Abd al-Aziz nacque ad Ha'il nel 1898.
Ascese al trono nel 1908 ad appena dieci anni. Fino alla maggiore età il governo fu retto dai suoi parenti materni della famiglia Al Sabhan.
Nel 1920 fu assassinato da un cugino, Abd Allah bin Talal, un fratello del dodicesimo emiro. Due delle sue vedove si risposarono con re Abd al-Aziz: Norah bint Hammud Al Sabhan fu la sua ottava moglie e Fahda bint Asi Al Shuraim, appartenente al ramo Abda della tribù Shammar la nona. Quest'ultima fu la madre di re Abd Allah.